# Extracts from the Film A Hard Day's Night
Extracts from the Film A Hard Day's Night is een ep van de Britse band The Beatles. Het werd op 4 november 1964 uitgebracht door Parlophone. De ep verscheen enkel in het Verenigd Koninkrijk, Australië, Nieuw-Zeeland, Spanje en Frankrijk op de markt.
Zoals de titel aangeeft, bevat Extracts from the Film A Hard Day's Night nummers die in de Beatles-film A Hard Day's Night verschenen. Ook stonden de nummers eerder in 1964 al op het gelijknamige album. Rond dezelfde tijd kwam ook de ep Extracts from the Album A Hard Day's Night uit, waar juist nummers op stonden die wel op het album verschenen, maar niet in de film. De ep behaalde de eerste plaats van de Britse hitlijst voor ep's, waar het zes weken bleef staan.

## Tracks
Alle muziek en teksten zijn geschreven door Lennon-McCartney. 
| Nr. | Titel                      | Duur |
| --- | -------------------------- | ---- |
| 1.  | I Should Have Known Better | 2:43 |
| 2.  | If I Fell                  | 2:19 |

| Nr. | Titel          | Duur |
| --- | -------------- | ---- |
| 1.  | Tell Me Why    | 2:09 |
| 2.  | And I Love Her | 2:30 |